# Radermachera
Radermachera es un género con 15-16 especies de plantas de flores perteneciente a la familia Bignoniaceae, nativo del sudeste de Asia.

## Descripción
Son árboles perennes que alcanzan  5-40 m de altura, con hojas bipinnadas o tripinnadas, y panículas de grandes flores acampanadas de color blanco, rosa, púrpura pálido o amarilla de 5-7 cm de diámetro.

## Taxonomía
El género fue descrito por  Zoll. & Moritzi  y publicado en Systematisches Verzeichniss der im Indischen Archipel 3: 53. 1855. La especie tipo es: Radermachera stricta Zoll. & Moritzi ex Zoll. 
Etimología
El género fue nombrado en honor de Jacobus Cornelius Matthaeus Radermacher, naturalista alemán del siglo XVIII que catalogó la flora de Java y Sumatra.

## Especies seleccionadas
- Radermachera frondosa Chun & How
- Radermachera eberhardtii Dop
- Radermachera gigantea Miquel
- Radermachera glandulosa (Blume) Miquel
- Radermachera hainanensis Merrill
- Radermachera ignea (Kurz) Steenis
- Radermachera microcalyx C. Y. Wu & W. C. Yin
- Radermachera peninsularis Steenis
- Radermachera pentandra Hemsley
- Radermachera pinnata (Blanco) Seem. - en Filipinas se llama bauaibauai, baticulin y abar.[4]
- Radermachera ramiflora Steenis
- Radermachera sinica (Hance) Hemsley
- Radermachera xylocarpa (Roxb.) K. Schum
- Radermachera yunnanensis C. Y. Wu & W. C. Yin